# Сарди, Рахима Сулеймановна
Рахима Сулеймановна Сарди (род. 11 апреля 1986, Фрунзе) — киргизская легкоатлетка, специалистка по тройным прыжкам и прыжкам в длину. Выступала за сборную Киргизии по лёгкой атлетике в 1997—2008 годах, чемпионка страны, действующая рекордсменка Кыргызстана в тройном прыжке на открытом стадионе и в помещении, участница ряда крупных международных стартов. Мастер спорта Кыргызской Республики.

## Биография
Рахима Сарди родилась 11 апреля 1986 года в городе Фрунзе Киргизской ССР. Заниматься лёгкой атлетикой начала в возрасте 12 лет, проходила подготовку под руководством тренера Вадима Николаевича Таганского.
Впервые заявила о себе на международном уровне в сезоне 1997 года, когда вошла в состав киргизской сборной и выступила в тройном прыжке на Восточноазиатских играх в Пусане.
В 2001 году прыгала тройным на юношеском мировом первенстве в Дебрецене, в финал не вышла.
В 2002 году в той же дисциплине заняла пятое место на Международных юношеских играх в Москве.
В 2004 году выиграла бронзовую медаль на международном турнире в Алма-Ате, показала четвёртый результат на юниорском азиатском первенстве в Ипохе, выступила на юниорском мировом первенстве в Гроссето.
В 2005 году стала чемпионкой Киргизии в тройных прыжках и прыжках в длину, как в помещении, так и на открытом стадионе, причём в тройном прыжке в помещении установила ныне действующий рекорд страны — 12,61 метра. Помимо этого, завоевала серебряные награды на Мемориале Колпакова в Бишкеке и на Мемориале Косанова в Алма-Ате, взяла бронзу на чемпионате Казахстана в Алма-Ате, отметилась выступлением на чемпионате Азии в Инчхоне. Выполнила норматив мастера спорта Кыргызской Республики.
В 2006 году взяла бронзу на Мемориале Колпакова в Бишкеке и на Мемориале Косанова в Алма-Ате, принимала участие в Азиатских играх в Дохе — заняла 14-е место в прыжках в длину и 6-е место в тройных прыжках.
В 2007 году на турнире Гран-при Азии в Бангкоке выиграла бронзовую медаль и установила ныне действующий рекорд Киргизии в тройных прыжках на открытом стадионе — 13,76 метра. Участвовала в чемпионате Азии в Аммане, где была седьмой в прыжках в длину и шестой в тройных прыжках.
В 2008 году в тройном прыжке получила серебро на Кубке Узбекистана в Ташкенте, стала пятой на Мемориале Косанова в Алма-Ате, на Гран-при Азии в Бангкоке и Корате, шестой в Ханое. Не сумев пройти отбор на Олимпийские игры в Пекине, по окончании сезона завершила спортивную карьеру.
В 2009 году окончила факультет востоковедения Киргизского национального университета имени Жусупа Баласагына. Вышла замуж за Адылхана Кыдыралиева, занималась семьёй.
В 2010 году американским журналом Esquire была включена в список «Самых сексуальных женщин из ныне живущих от каждой страны на Земле».